# Viljem II. Bavarski
Viljem II. Bavarski (5. april 1365–31. maj 1417) je bil vojvoda Bavarske-Straubinga in grof Holandski (naveden kot Viljem VI.), Hainautski (naveden kot Viljem IV. ) in Zelandije. Vladal je od leta 1404 do leta 1417, ko je umrl zaradi okužbe, ki jo je povzročil pasji ugriz.

## Zgodovinsko ozadje takratnega časa
Viljemov dedek Ludviku IV.   je bil prvi iz rodbine Wittelsbach, ki je leta 1314 postal rimsko-nemškegi kralj.  Po smrti Ludvika IV. leta 1347 je bila Bavarska razdeljena med njegovih šest sinov. Viljem I. in Albreht I. sta leta 1353 z  Regensburško pogodbo prejela vojvodstvo Straubing-Holandija . To je bilo sestavljeno iz Straubinške deželice na današnjem Spodnjem Bavarskem in nizozemskih grofij Holandije, Zelandije, Frizije in Hainauta, ki so pripadle Wittelsbachom prek Ludvikove žene Margarete Holandske. Potem ko Viljem I. zaradi duševne bolezni ni mogel vladati, je leta 1358 prevzel upravo celotnega vojvodstva njegov brat do Viljemove smrti leta 1404.
Leto 1347, leto smrti Ludvika IV., predstavlja prelomnico v zgodovini Evrope. Črna kuga, epidemija kuge brez primere, se je razširila po vsej celini in povzročila hitro upadanje prebivalstva. Upadanje prebivalstva se je nadaljevalo več kot stoletje in se končalo šele več kot štirideset let po Wilhelmovi smrti. Uničujočim gospodarskim in demografskim učinkom kuge je prispevala stoletna vojna med Anglijo in Francijo, ki je izbruhnila leta 1337. Upoštevati velja tudi vpliv Cerkve, ki ga je leta 1378 povzročil avignonski razkol, in je bila štiri desetletja razcepljena. Zaradi tega razvoja se obdobje, v katerem se je rodil Viljem, imenuje tudi kriza poznega srednjega veka.

## Biografija
Viljem je bil sin Alberta I. Bavarskega in Marjete Brieške . Viljem, povezan s Trnki, je bil v sporu z očetom do leta 1394. Leta 1404 ga je nasledil kot grof Holandski, Hainautski in Zelandijski ter vojvoda Bavarske-Straubinga.
Leta 1408 so Viljem, vojvoda Janez Neustrašni Burgundski in vojvoda Ludvik VII. Bavarski v bitki pri Othée premagali meščane Lièga, ki so se uprli Viljemovemu bratu Janezu, škofu Liègea. Posledično se mu kot grofu Hainautskemu ni bilo več treba pokloniti škofu. Viljemovo vladavino so zaznamovali notranji spori v grofiji Holandiji. Zlasti gospod Janez V. Arkelski je podpiral Viljemove sovražnike v Holandiji. Viljem je osvojil Arkel leta 1412, takrat je Janez Arkelski sprejel svoj poraz in gospostvo Arkel je bilo priključeno grofiji Holandiji.
Viljem je kot grof Holandski  zase zahteval Frizijo. Odprave pod prejšnjimi grofi niso uspele osvojiti Frizije. Leta 1398 so osvojili le Stavoren. Viljem II. Bavarski je prav tako poslal ekspedicije v regijo, vendar so Stavoren leta 1414 ponovno osvojili Frizijci. Pred smrtjo je Viljem zagotovil, da so njegovi plemiči prisegli zvestobo njegovi edini hčerki Jakobi. Jakoba je bila edini otrok z ženo Margareto, hčerko Filipa Drznega, s katero se je poročil leta 1385 na burgundski dvojni poroki v Cambraiu, istočasno se je njegova sestra Margareta poročila z Janezom Neustrašnim.
Vendar pa je ob Viljemovi smrti leta 1417 izbruhnila nasledstvena vojna med njegovim bratom Janezom, škofom v Liègu, in njegovo hčerko Jakobo. To bi bila zadnja epizoda vojn trnka in trske, ki je na koncu postavila Holandijo in Hainaut pod oblast Burgundije. Vojvodstvo Bavarska-Straubing je bilo razdeljeno med Bavarskimi vojvodami, večji del je leta 1429 pripadel Bavarski-München.